# 恐法症
恐法症（法語： 或 Gallophobie），厭惡法國政府、法國文化、法國歷史、法國人、法語圈等的情绪。相反詞是親法症。「恐法症」一詞為人熟悉始於2006年世界盃足球賽。

## 事例
2013年12月，加拿大魁北克省法裔人士，包括前省長贝尔纳·朗德里（Bernard Landry）在內的大約一百位名人宣佈展開一場宣傳運動，以揭露和譴責他們聲稱是英裔和好些法裔媒體，對法裔和省府的不公平描述。當時魁北克省和加拿大地區部份的專欄作家，以及一些英語傳媒、社群網站和部落格網頁，將當時的魁北克省長寶琳·馬華描繪成身穿納粹制服的人物。法裔人士團體並展示了一份報告，內容包括餐廳的反寶琳·馬華塗鴉，還有以法語憲章之父卡米耶·洛兰（Camille Laurin）命名的公家大廈門面遭人破壞等。宣傳運動取名UNIES CONTRE LA FRANCOPHOBIE（聯合起來對抗恐法心態），包括一網址www.francophobie.org上有聲明供網友連署。